# Regina Bastos
Regina Maria Pinto da Fonseca Ramos Bastos (ur. 4 listopada 1960 w m. Estarreja) – portugalska adwokat i polityk, parlamentarzystka krajowa, posłanka do Parlamentu Europejskiego V i VII kadencji.

## Życiorys
Ukończyła studia prawnicze na Uniwersytecie Katolickim w Porto, po czym praktykowała jako adwokat. W 1990 zaangażowała się w działalność w Partii Socjaldemokratycznej, później była m.in. zastępczynią gubernatora Aveiro (1994–1995). Zasiadała we władzach miejscowości Estarreja. W 2000 objęła mandat posłanki do Parlamentu Europejskiego, który sprawowała do 2004. Od 2004 do 2005 pełniła funkcję sekretarza stanu ds. zdrowia w gabinecie Pedra Santany Lopesa. W 2005 została wybrana do Zgromadzenia Republiki z listy PSD w okręgu Aveiro, była wiceprzewodniczącą frakcji poselskiej. Od 2005 była również przewodniczącą zgromadzenia miejskiego w Aveiro. W 2009 po raz kolejny zasiadła w Parlamencie Europejskim, którego członkinią była do 2014. W 2015 została posłanką do Zgromadzenia Republiki XIII kadencji. Ponownie weszła w skład portugalskiego parlamentu w 2024 w miejsce jednego z członków rządu. Mandat deputowanej utrzymała także w wyniku wyborów w 2025.